# Ozzano Taro
Ozzano Taro è una frazione di Collecchio, in provincia di Parma.
La località dista 7,21 km dal capoluogo.

## Geografia fisica
La frazione sorge in posizione pressoché pianeggiante nella val di Taro, ai piedi dei primi rilievi appenninici, sulla sponda destra del fiume.

## Origini del nome
Secondo alcune ipotesi il nome della località, nota come Alciano nell'XI secolo e Alzano o Vozzano nel XV, potrebbe aver origine dall'etrusco hunt, ossia "cinque", pari alla distanza dalla via del Sale.
Altri storici ritengono invece che il toponimo derivi dal latino Altianus, col significato di "luogo alto" rispetto al fiume Taro.

## Storia
Il borgo di Ozzano fu fondato in epoca medievale; la più antica testimonianza della sua esistenza risale al 1005, quando il vescovo di Parma Sigefredo II donò al monastero di San Paolo i beni che possedeva ad Alciano e in altre località del Parmense.
Il centro abitato di Axano fu menzionato nel 1028, nell'atto di vendita di numerose terre del Parmense da parte di Ildegarda, figlia di Oddone il Salico, alla chiesa di San Pietro di Parma.
A servizio del borgo di Azano fu costruita una cappella, menzionata per la prima volta il 7 novembre 1141 in una bolla del papa Innocenzo II tra i beni di cui il pontefice confermò il possesso ai canonici del capitolo della Cattedrale di Parma, feudatari della zona.
Agli inizi del XV secolo, negli anni in cui il Parmense fu sconvolto dalle guerre tra numerose famiglie nobili unite da alleanze talvolta alterne, la zona apparteneva ai conti Rossi. Nel 1403 i borghi loro appartenenti di Ozzano, Gaiano, Talignano e Fornovo furono assaltati e depredati dalle truppe di Giacomo Dalla Croce e Bartolomeo Gonzaga.
Nel 1482 Pier Maria II de' Rossi assegnò al figlio Bertrando le terre di Ozzano, Gaiano, Oppiano, Giarola e Talignano, insieme a numerose altre del Parmense.
Nel 1495 si svolse a Gualatica la cosiddetta battaglia di Fornovo, che oppose l'esercito del re di Francia Carlo VIII di Valois, accampato sulla sponda sinistra del Taro, e la Lega Antifrancese guidata dai milanesi e dai veneziani, acquartierata sulla destra; il minuscolo borgo, menzionato per la prima volta il 28 dicembre 980 in un diploma dell'imperatore del Sacro Romano Impero Ottone II di Sassonia e noto all'epoca come Aqualatula, Rualadga o Gualadga, sorgeva immediatamente a ovest di Ozzano, in corrispondenza del guado sul Taro di collegamento con Felegara, e scomparve successivamente a causa dell'erosione da parte delle acque del fiume.
Nel 1709 il duca di Parma Francesco Farnese investì Domenico Manara del titolo marchionale e gli assegnò i feudi di Ozzano, Sivizzano e Triano; i suoi eredi ne mantennero i diritti fino alla loro abolizione sancita da Napoleone nel 1805. L'anno seguente Ozzano divenne frazione del nuovo comune di Fornovo di Taro.
Tra il 1860 e il 1865 in prossimità del Taro a ovest di Ozzano furono intraprese alcune campagne di ricerca di petrolio, che tuttavia negli anni seguenti si spostarono nei pressi di Vallezza.
Il 1º gennaio 1894 la frazione si separò da Fornovo di Taro per aggregarsi a Collecchio.

## Monumenti e luoghi d'interesse

### Chiesa di San Pietro

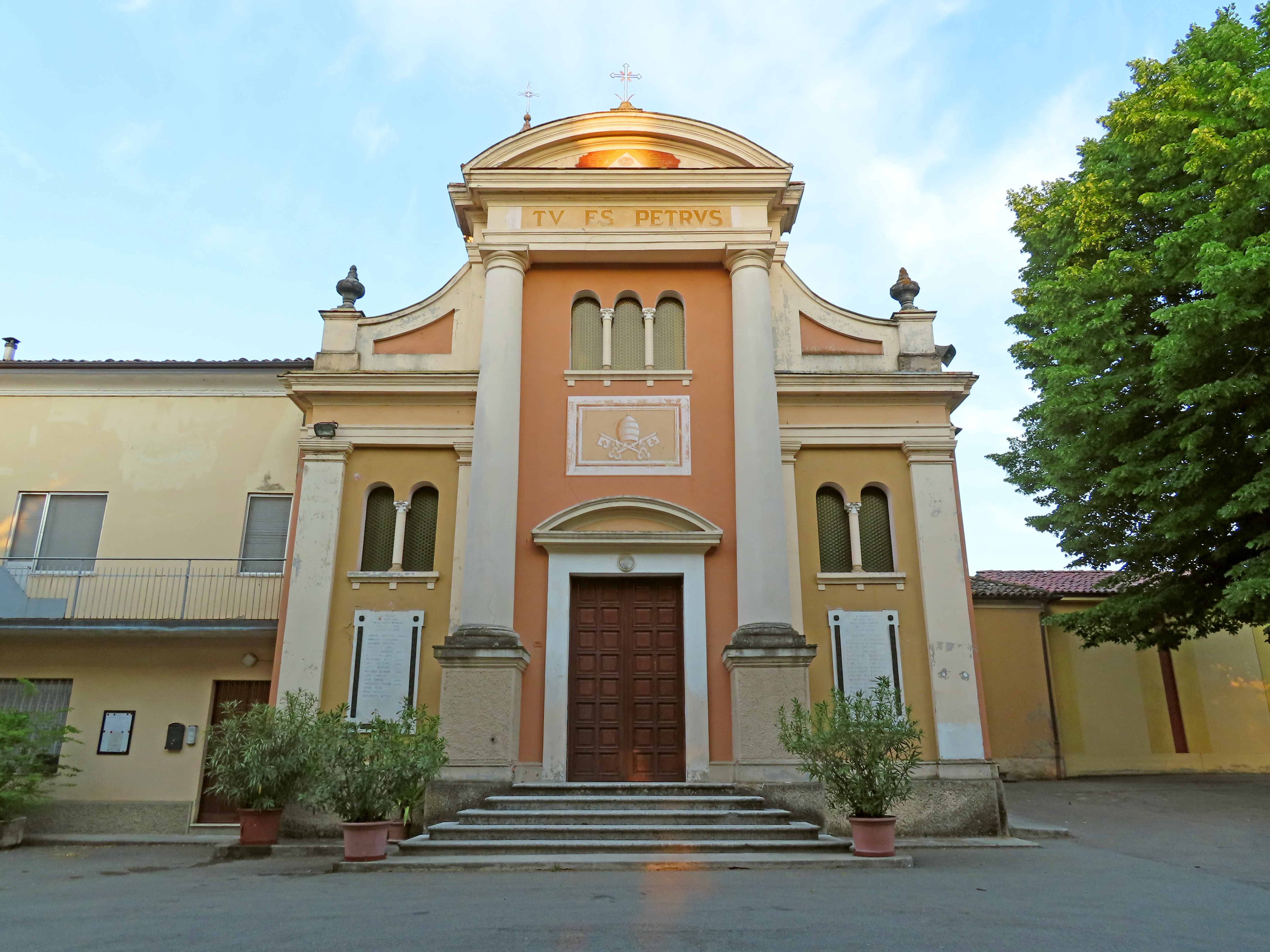
Chiesa di San Pietro

Menzionata per la prima volta nel 1141, la chiesa, dedicata a san Pietro apostolo, fu completamente ricostruita in stile barocco tra il 1750 e il 1756; restaurata a più riprese, fu ristrutturata internamente nel 1964; il luogo di culto conserva alcune opere di pregio, tra cui i dipinti raffiguranti la Madonna col Bambino e santi e il Battesimo di Gesù, risalenti al XVII secolo, e la Madonna dell'Umiltà, realizzata nel XVIII secolo.

### Villa Cuccurullo
Costruita nel 1769 o nel 1793 per volere dei nobili Marchetti, la villa neoclassica fu acquistata nel XIX secolo dai marchesi Pavesi Negri, che in seguito la rivendettero alla famiglia Calzolari; comprata da Mansueto Chiari verso il 1890, dopo la sua morte nel 1918 la proprietà fu alienata dalle sue figlie a Primo Tanzi, che vi ospitò per qualche tempo il figlio e la nuora Mercedes Capsir; acquisita da Alberto Cuccurullo nel secondo dopoguerra, fu interamente restaurata. La struttura, sviluppata su una pianta rettangolare, presenta una simmetrica facciata elevata su due livelli principali fuori terra scanditi da fasce marcapiano, oltre al sottotetto; al centro del pianterreno, rivestito in finto bugnato, si apre il portale d'ingresso ad arco a tutto sesto, sormontato dal balconcino del primo piano, su cui si apre una portafinestra delimitata da una cornice; dal centro del tetto si erge una torretta, aperta sulle quattro fronti attraverso ampie trifore scandite da pilastrini dorici. Intorno si sviluppa il parco, piantumato con alberi d'alto fusto; in prossimità dell'ingresso si trova una fontana con statue.

### Villa Fornari
Costruita entro il XVII secolo per volere dei conti Pellegrini, la villa fu acquistata nel XIX secolo dalla famiglia Betta, che nel 1897 la rivendette ai Pavesi Blum; comprata da Luigi Lusignani nel 1914, nel 1927 fu ereditata dal figlio Manfredo; alienata nel 1936 a Giulio Fornari, fu interamente restaurata. La struttura, sviluppata su una pianta rettangolare, presenta una lunga facciata elevata su due livelli principali fuori terra scanditi da una fascia marcapiano, oltre al sottotetto; decentrato si apre il portale d'ingresso, sormontato dal balconcino del primo piano; all'interno l'androne passante dà accesso alle sale laterali, coperte da soffitti a volta. Intorno si sviluppa il parco interamente cintato, riccamente piantumato con alberi secolari; sul retro si erge il settecentesco oratorio di San Giovanni Nepomuceno, affacciato sull'esterno.

### Villa Vecchi
Costruita in stile eclettico verso la fine del XIX secolo per volere della nobildonna Emilia Torrigiani, la villa sorse sul luogo di fabbricati medievali appartenenti nel XVII secolo ai conti Gabbi e passati verso il 1750 ai conti Montanari e nella seconda metà del XVIII secolo alla famiglia Torrigiani; acquistata in seguito dalla famiglia Ceretti, fu alienata nel 1939 a Gina Ghezzi in Vecchi; abbandonata nei decenni seguenti, fu infine completamente restaurata e suddivisa in tre porzioni. La struttura, sviluppata su una pianta profondamente irregolare composta da più corpi uniti tra loro, presenta asimmetriche facciate intonacate, elevate su tre livelli principali oltre al sottotetto; dal complesso emergono una torre con beccatelli e un torrione a pianta ottagonale con belvedere e altana panoramica di coronamento. All'interno il salone dà accesso alla scala, ornata con medaglioni in stucco contenenti affreschi raffiguranti putti, eseguiti da Cecrope Barilli; a lato sorge anche un oratorio, realizzato nel 1912 e dedicato alla Sacra Famiglia.

### Villa Monticello
Costituita originariamente da un gruppo di edifici costruiti in epoche diverse forse con funzioni di ospizio per pellegrini gestito dai monaci olivetani, la struttura, posta in posizione panoramica sulla cima della collina, fu acquistata nel XVIII secolo dal medico di Corte Flaminio Torrigiani e dal fratello Giovanni Battista e poco alla volta modificata con lo scopo di trasformarla in elegante residenza di villeggiatura; ereditata dall'avvocato Luigi, passò alla sua morte nel 1837 al figlio Pietro; trasmessa nel 1885 al figlio Luigi, nel 1925 passò al figlio Pier Luigi; profondamente danneggiata dai bombardamenti alleati della seconda guerra mondiale che ne causarono anche un parziale crollo, fu successivamente alienata all'ingegnere minerario Renato Amoretti e infine acquistata nel 1964 dall'imprenditore Pietro Pizzarotti, che ne avviò un completo recupero. La lunga struttura, sviluppata su una pianta a L, presenta un'asimmetrica facciata intonacata, elevata su tre livelli fuori terra, cui si aggiunge un'ala a nord a un solo piano coronato da un terrazzo; il prospetto principale, dominato da una torretta, è caratterizzato dalla presenza di un portico a tre arcate. Intorno si sviluppa lungo il pendio l'ampio parco, riccamente piantumato con alberi d'alto fusto; tra la boscaglia sorge anche un laghetto.

### Villa Micheli Torracca
Costruita forse nel XVIII secolo per volere dei marchesi Manara, la villa fu acquistata verso la fine del secolo dai conti Farina; alienata nel 1843 al vescovo di Borgo San Donnino Pier Grisologo Basetti, passò nel 1857 ai suoi due nipoti Gian Lorenzo e Filippo Basetti; ereditata nel 1915 da Paolo, figlio del primo, fu profondamente modificata tra il 1923 e il 1924, con la sopraelevazione del sottotetto, la chiusura dei porticati e loggiati delle due facciate principali e l'aggiunta dei balconi; comprata nel 1933 da Giuseppe Micheli, cognato di Paolo Basetti, nel 1948 fu trasmessa alla figlia Maria Concetta, coniugata Torracca. La struttura, sviluppata su una pianta rettangolare, presenta una simmetrica facciata intonacata, elevata su tre livelli fuori terra; nel mezzo, preceduto da una breve scalinata, è collocato l'ampio portale d'ingresso ad arco a tutto sesto, affiancato da due finestroni coronati da aperture a lunetta; al piano superiore si trovano tre balconi, due angolari e uno centrale; su quest'ultimo si apre una portafinestra coronata da un frontone mistilineo, contenente uno stemma dei nobili Basetti. All'interno si accede a un salone, coperto da una volta a botte; sulla destra è posta la cappella, mentre a sinistra si trovano la sala da pranzo, con copertura a cassettoni lignei, e un salotto, con soffitto a volta; al primo piano il salone centrale è chiuso superiormente da una volta, decorata con affreschi risalenti all'incirca al 1820 o 1830. Intorno si estende lungo il pendio il parco, ridotto in estensione dopo le alienazioni dei primi anni del XX secolo.

## Cultura

### Musei

#### Museo Ettore Guatelli

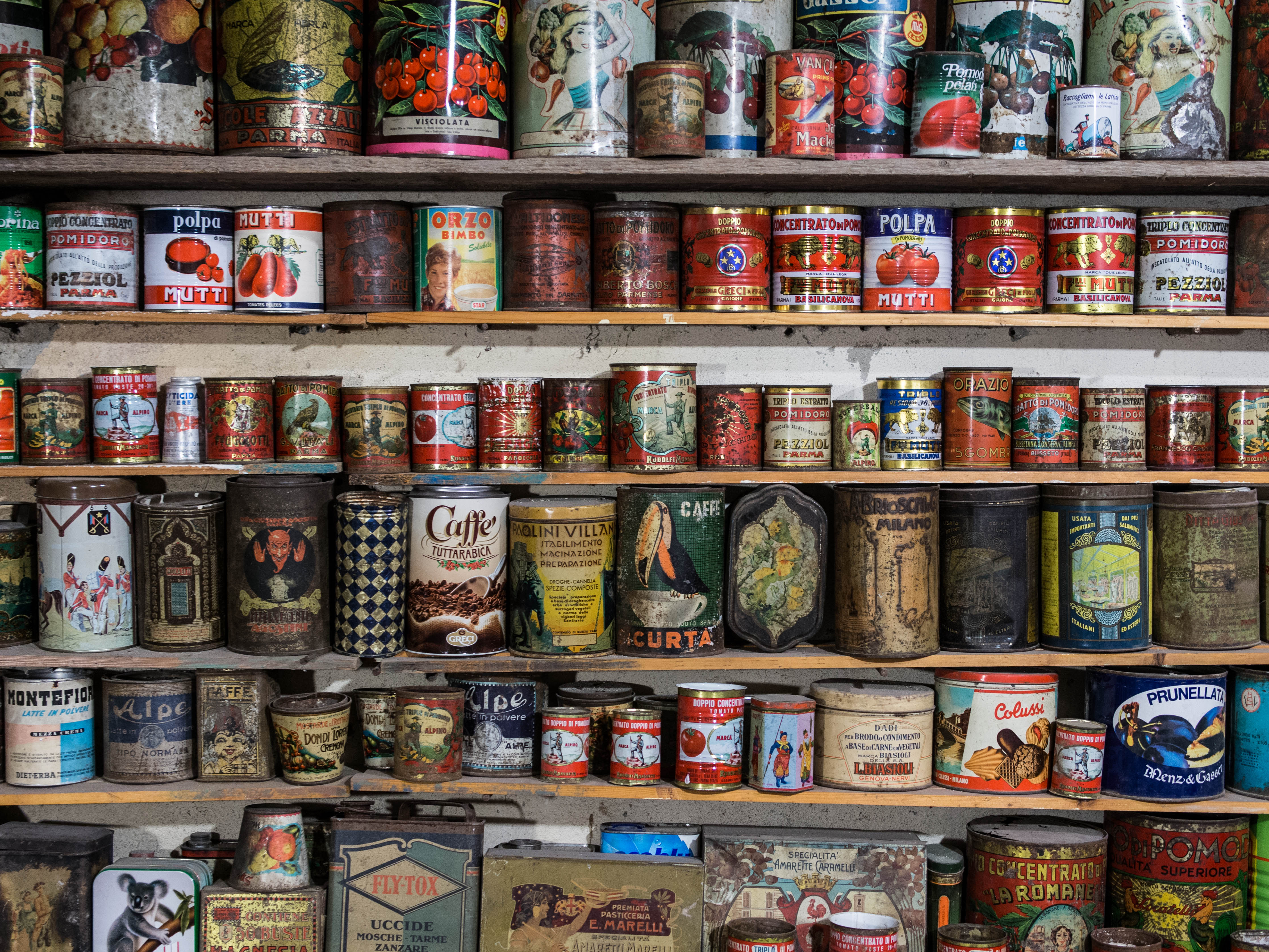
Interni del Museo Guatelli

Collocato all'interno del podere Bellafoglia, il museo espone una ricchissima collezione di oggetti di uso quotidiano, utilizzati dalle famiglie contadine del Parmense fino agli inizi del XX secolo.

## Economia
L'economia del paese è legata alla presenza di due importanti industrie, sorte tra la fine del XIX secolo e gli inizi del XX: lo stabilimento Rodolfi Mansueto S.p.A., che produce dal 1896 conserve e altri prodotti alimentari, e lo stabilimento Newlat Food, nato nel 1920 come industria conserviera, acquisito nel 1927 dalla Carlo Erba per la produzione di prodotti alimentari dietetici e per qualche decennio anche farmaceutici, acquistato nel 1976 dalla Plasmon e alienato nel 2015 dalla Kraft alla Newlat S.p.A.
A Ozzano Taro ha inoltre sede dal 1983 la cantina Monte delle Vigne; la tenuta si estende sulle colline poste tra Gaiano e Fornovo di Taro su una superficie di 60 ettari, di cui 40 ricoperti da vigneti.

## Infrastrutture e trasporti

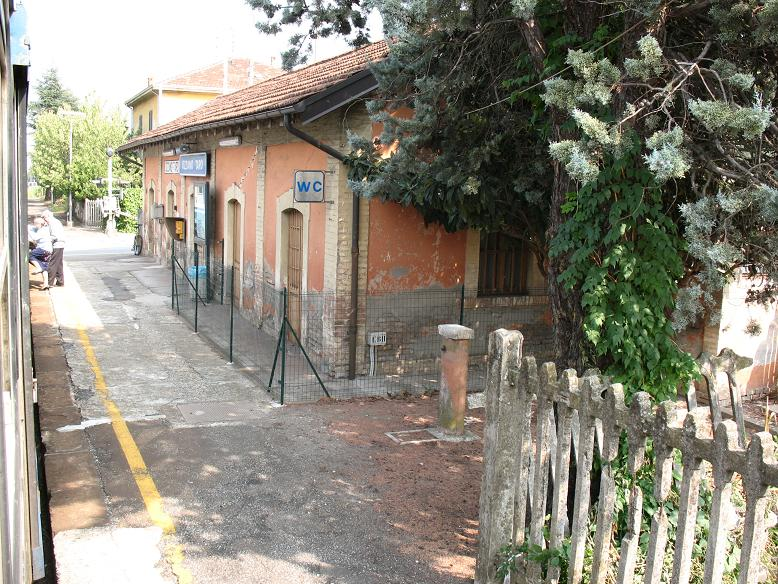
Stazione di Ozzano Taro

Ozzano Taro è attraversata da nord-est a sud-ovest dalla strada statale 62 della Cisa e dalla ferrovia Pontremolese, che serve la frazione attraverso la stazione omonima.